# Parafia św. Mikołaja w Wierzchlesie
Parafia św. Mikołaja BW w Wierzchlesie – parafia rzymskokatolicka w Wierzchlesie należy do dekanatu Wieluń – św. Wojciecha archidiecezji częstochowskiej. Parafię prowadzą księża archidiecezjalni.

## Historia
Parafia została utworzona w 1362 roku. 
Kościół parafialny zbudowano w stylu gotyckim prawdopodobnie w XV w. W 1603 roku świątynia została spalona, jednakże krótko potem została odbudowana. W 1760 roku budynek przebudowano w stylu barokowym. W 1873 roku zostały uzupełnione zdobienia wewnętrzne. W 1914 roku świątynia została gruntownie wyremontowana. W latach 1939–1945 kościół został przeznaczony przez okupanta na skład zboża. Wówczas to zostały zrabowane z wnętrza cenne przedmioty. W 1942 r. w niemieckim obozie koncentracyjnym w Dachau zamordowany został proboszcz ks. Wawrzyniec Głogowski.
W kościele znajduje się kopia obrazu Matki Bożej Częstochowskiej pochodząca prawdopodobnie z XVIII w. Kościół w Wierzchlesie został ustanowiony sanktuarium diecezjalnym.